# Karl Rove
Karl Christian Rove (* 25. prosince 1950 Denver, Colorado) je americký republikánský politický konzultant a lobbista. Byl seniorním poradcem a zastupujícím personálním šéfem Bílého domu během vlády prezidenta George W. Bushe, až do své rezignace 31. srpna 2007. Byl také vedoucím Úřadu politických záležitostí, Úřadu pro vztahy s veřejností a Úřadu Bílého domu pro strategické iniciativy. Byl jedním z „architektů“ války v Iráku.
Před jeho angažmá v Bílém domě jsou mu připisovány zásluhy za vítězství George W. Bushe ve volbách guvernéra státu Texas v letech 1994 a 1998, stejně jako v prezidentských volbách 2000 a 2004. Ve svém projevu po vítězství v prezidentských volbách 2004 jej prezident Bush nazval „Architektem“. Karlu Roveovi jsou také připisovány zásluhy za volební vítězství Johna Ashcrofta (1994 do Senátu), Billa Clementse (1986 guvernérem Texasu), senátora Johna Cornyna (2002 do Senátu), guvernéra Ricka Perryho (1990 do Zemědělské komise státu Texas) a Phila Gramma (1982 do Kongresu a 1984 do Senátu). Poté, co odešel z Bílého domu, pracoval Rove jako politický analytik a přispěvatel pro Fox News, Newsweek a Wall Street Journal.